# Lijst van beelden in Oosterhout
Dit is een (onvolledige) chronologische lijst van beelden in Oosterhout. Onder een beeld wordt hier verstaan elk driedimensionaal kunstwerk in de openbare ruimte van de Nederlandse gemeente Oosterhout, waarbij beeld wordt gebruikt als verzamelbegrip voor sculpturen, standbeelden, installaties, gedenktekens en overige beeldhouwwerken.
Voor een volledig overzicht van de beschikbare afbeeldingen zie: Beelden in Oosterhout op Wikimedia Commons.
| Geplaatst | Omschrijving                                                        | Kunstenaar                                   | Straat                                                       | Plaats     | Materiaal               | Afbeelding |
| --------- | ------------------------------------------------------------------- | -------------------------------------------- | ------------------------------------------------------------ | ---------- | ----------------------- | ---------- |
| 1921      | Heilig Hartbeeld                                                    | Dom Bellot                                   | Markt                                                        | Oosterhout | Gietijzer               |            |
| 1924      | Heilig Hartbeeld                                                    | Atelier J.W. Ramakers en Zonen               | Houtse Heuvel                                                | Den Hout   | Marmer                  |            |
| 1927      | Heilig Hartbeeld                                                    | Jan Custers                                  | Provincialeweg                                               | Oosteind   | Steen                   |            |
| 1955      | Oorlogsmonument                                                     | Jacques van Poppel                           | Slotpark                                                     | Oosterhout | Euville (kalksteen)     |            |
| 1964      | Willem van Duivenvoorde                                             | Niel Steenbergen                             | Lukwelpark (hoek Hertogenlaan/Slotlaan)                      | Oosterhout | natuursteen             |            |
| 1965      | Vogels in vlucht                                                    | Jacques van Poppel                           | Slotpark                                                     | Oosterhout | brons op sokkel         |            |
| 1966      | man te paard                                                        | Kees Keijzer                                 |                                                              | Oosterhout | smeedijzer              |            |
| 1967      | Abrahammonument                                                     | Niel Steenbergen                             | Slotlaan/Abrahamhoek                                         | Oosterhout | natuursteen             |            |
| 196?      | kind zittend op een eend                                            | Jaak Kreijkamp                               | Slotjesveld, bij OBS De Kameleon                             | Oosterhout | natuursteen             |            |
| ca. 1969  | blikken zuil                                                        | ?                                            | Paterserf, bij zwembad De Blikken                            | Oosterhout | rvs/aluminium?          |            |
| 1979      | Mooie Keetje                                                        | Niek van Leest                               | Leijsenhoek/Mathildastraat                                   | Oosterhout | brons op sokkel         |            |
| 1980      | De Mutatie                                                          | Mary Coppens                                 | Zwanendonk                                                   | Oosterhout | brons                   |            |
| 1981/1994 | Hugo                                                                | Harry Storms                                 | Vondellaan                                                   | Oosterhout | brons                   |            |
| 1982      | De Anoniemen (3 delen)                                              | Paul Elshout                                 | Slotpark                                                     | Oosterhout | polyester               |            |
| 1984      | Drie Dikbuikige Heren                                               | Piet Hohmann                                 | Basiliekplein                                                | Oosterhout |                         |            |
| 1986      | 3 historische figuren: Tempelier, Johannieter en de Abdis van Thorn | Harm Timmermans                              | Markt, aan het eind v.d. Klappeijstraat                      | Oosterhout | brons                   |            |
| 1991      | Zwerffiets                                                          | Piet Hohmann                                 | Beneluxweg                                                   | Oosterhout | staal                   |            |
| 1991      | Samen                                                               | Tjikkie Kreuger                              | Houtse Heuvel                                                | Den Hout   | brons                   |            |
| 1993      | Beeld voor de zon                                                   | Niko de Wit                                  | Pasteurlaan, bij Amphia Ziekenhuis                           | Oosterhout | brons                   |            |
| 1993      | Zonder titel                                                        | Mélanie de Vroom                             | Arendsplein                                                  | Oosterhout |                         |            |
| 1994      | Column (Korinthische zuil)                                          | Ronald in 't Hout                            | Kanaaleiland                                                 | Oosterhout | glasvezel               |            |
| 1998      | Hatsiekedee                                                         | Clema van Bekhoven (ontwerp)                 | Markt                                                        | Oosterhout | brons                   |            |
| 1998      | In Harmonie                                                         | Renée van Leusden                            | Herstraat                                                    | Den Hout   | brons                   |            |
| 1999      | Geit en baas of Man met geit                                        | Pier van Leest                               | Spoorstraat                                                  | Dorst      | brons                   |            |
| 1999      | Geniet van het gedane                                               | Paul Elshout                                 | Keiweg, bij Zorgcentrum De Doelen                            | Oosterhout | brons                   |            |
| 2002      | zonder titel (letters SBK)                                          | Ben Oldenhof en Jos Smeets                   | Bredaseweg, bij Stichting Beeldende Kunst (SBK)              | Oosterhout | staal                   |            |
| 2003      | Viewpoints (6 objecten)                                             | Alike Dalkmann                               | Gooikensbos                                                  | Oosterhout | staal, rvs, hout        |            |
| < 2004    | Bromtol                                                             | Piet Hohmann                                 | Weststadweg (rotonde)                                        | Oosterhout |                         |            |
| 2006      | Saltimbanque                                                        | Dorothé Jehoel                               | Statendamweg                                                 | Oosterhout | kunststoffen            |            |
| 2007      | Vaarwater                                                           | Gerrit Krol (tekst), Regina Verhagen (beeld) | Wilhelminakanaal                                             | -          | staal                   |            |
| 2013      | De Mammoet                                                          | Piet Hohmann                                 | Kruispunt Burgemeester Huijbregts-Schiedonlaan & Weststadweg | Oosterhout | Kortenstaal             |            |
| 2023      | HeArt for Care                                                      | René Frik                                    | viaduct Bovensteweg/Burgemeester Elkhuizenlaan               | Oosterhout |                         |            |
| onbekend  | Rex sum ego                                                         | ?                                            | Bredaseweg                                                   | Oosterhout | natuursteen             |            |
| onbekend  | zuil (fontein)                                                      | ?                                            | Dillehof                                                     | Oosterhout | baksteen                |            |
| onbekend  | monument "Einde van alles"                                          | ?                                            | Nieuwe Bouwlingstraat, op Prot. begraafplaats                | Oosterhout | baksteen en natuursteen |            |